# Stazione di Bottida
La stazione di Bottida è stata una fermata ferroviaria posta lungo la ex linea ferroviaria a scartamento ridotto Tirso-Chilivani, a servizio del comune di Bottidda.

## Storia
L'impianto fu realizzato a fine Ottocento per conto della Società italiana per le Strade Ferrate Secondarie della Sardegna, concessionaria della costruenda linea tra Chilivani e la stazione di Tirso, venendo aperto all'esercizio il 1º aprile 1893 insieme al tronco Tirso-Ozieri che ultimò la ferrovia. Da notare come la fermata per tutta la sua storia fu identificata con la denominazione "Bottida", differente dalla grafia in uso per il toponimo del comune in cui era ubicata, "Bottidda".
La fermata servì il comune del Goceano sia per il servizio viaggiatori che merci per i decenni a seguire, passando insieme all'intera rete SFSS alla gestione della Ferrovie Complementari della Sardegna nel 1921, terminando l'attività il 31 dicembre 1969, data in cui cessò il servizio ferroviario sulla Tirso-Chilivani, le cui relazioni furono sostituite con autocorse. Lo scalo fu successivamente abbandonato negli anni a seguire.

## Strutture e impianti
Lo scalo, posto a sud-est dell'abitato di Bottidda a ridosso della SS 128 Bis, presentava caratteristiche di fermata passante ed era dotato di due binari a scartamento da 950 mm. Oltre al binario di corsa era presente un tronchino destinato principalmente al servizio merci, per cui l'impianto era dotato di un apposito piano caricatore coperto. Nonostante questa configurazione del piano del ferro l'impianto era classificato dal gestore come stazione di terza classe.
Nell'area era presente un fabbricato viaggiatori nei classici canoni architettonici degli edifici di questo tipo realizzati dalle SFSS: si trattava di una costruzione a due livelli a pianta rettangolare e con tetto a falde, dotata di tre accessi sul lato binari, di cui permangono i resti in loco.

## Movimento
La fermata fu servita dalle relazioni merci e viaggiatori espletate dalle SFSS e in seguito dalle FCS.

## Servizi
Durante l'attività ferroviaria la struttura era dotata di una sala d'attesa.
- Sala d'attesa